# Акимовка (Курская область)
Аки́мовка — село в Рыльском районе Курской области. Входит в состав Студенокского сельсовета.

## География
Село находится на реке Обеста, в 128 км западнее Курска, в 23 км западнее районного центра — города Рыльск, в 7 км от центра сельсовета  — Студенок. В 5 км проходит государственная граница с Украиной.
Климат
Акимовка, как и весь район, расположена в поясе умеренно континентального климата с тёплым летом и относительно тёплой зимой (Dfb в классификации Кёппена).

## Население
| 2002 | 2010 |
| ---- | ---- |
| 306  | ↘204 |

## Инфраструктура
Личное подсобное хозяйство. В селе 143 дома.

## Транспорт
Акимовка находится в 11,5 км от автодороги регионального значения 38К-017 (Курск — Льгов — Рыльск — граница с Украиной), на автодорогах межмуниципального значения 38Н-352 (38К-017 — Гниловка) и 38Н-751 (38Н-352 — Анатольевка), в 6,5 км от ближайшего ж/д остановочного пункта Гудово (линия Хутор-Михайловский — Ворожба). Есть остановка общественного транспорта.
Деревня расположена в 182 км от аэропорта имени В. Г. Шухова (недалеко от Белгорода).